# 王港河
王港河，位于中華人民共和國江苏省大丰市中南部，古称小海灶河，西起大丰市西南草堰镇北串场河东岸，东北流经小海镇、南阳镇，至王港新闸入黄海。全长44公里，流域面积498平方公里。原为天然河道，以流经下游王家舍出港而得名。